# Systemback
A Systemback, korábbi nevén Rendszerment egy magyar fejlesztésű nyílt, szabadon letölthető linuxos alkalmazás, amelyet Kende Krisztián hozott létre 2010-ben és azóta is folyamatosan fejleszti.
A Systemback fő célja a szabványos felépítésű operációs rendszer fájljainak, és a felhasználók beállításfájljainak visszaállítási pontokba történő lementése, valamint szükség esetén ezen adatok teljes vagy részleges visszaállítása. Minden más plusz funkció ezzel kapcsolható össze, és egyes esetekben lehetőség van az adatok módosítására is, hogy az eredetitől elkülönülő másolatrendszert kapjunk.
Kompatibilis az Ubuntu különböző változataival, és a Debiannal is.

## Telepítés
A program külső tárolóból (PPA) telepíthető és frissíthető. Terminálparancsok ehhez:
```
sudo add-apt-repository ppa:nemh/systemback
sudo apt-get update
sudo apt-get install systemback
```

## Funkciók
- Visszaállítási pont készítése
- Rendszermentés
- Rendszervisszaállítás
- Rendszer-helyreállítás
- Rendszerfrissítés
- Rendszer másolás
- A /home könyvtár szinkronizálása
- Live lemez készítése